# Test match di preparazione alla Coppa del Mondo di rugby 2007
Questi i test match di preparazione alla Coppa del Mondo di rugby 2003 che si tenne in Australia.

## Incontri
| Londra 4 agosto 2007 | Inghilterra | 5 – 62 | Italia | Twickenham |

| Londra 11 agosto 2007 | Inghilterra | 18 – 18 | Francia | Twickenham |

| Edimburgo 11 agosto 2007 | Scozia | 21 – 31 | Italia | Murrayfield |

| Cardiff 15 agosto 2007 | Sudafrica | 18 – 18 | Namibia | Millennium Stadium |

| Saint-Denis (Senna-Saint-Denis) 18 agosto 2007 | Francia | 18 – 18 | Inghilterra | Stade de France |

| Cardiff 18 agosto 2007 | Galles | 27 – 20 | Argentina | Millennium Stadium |

| Roma 18 agosto 2007 | Canada | 42 – 12 | Portogallo | Stadio Flaminio |

| Saint-Vincent 18 agosto 2007 | Italia | 36 – 12 | Giappone | Stadio Piergiorgio Perucca, Saint-Vincent |

| Dublino 24 agosto 2007 | Irlanda | 20 – 23 | Italia | Croke Park |

| Edimburgo 25 agosto 2007 | Scozia | 27 – 3 | Sudafrica | Murrayfield |

| Cardiff 26 agosto 2007 | Galles | 34 – 7 | Francia | Millennium Stadium |